# بيغ ويلي روبنسون

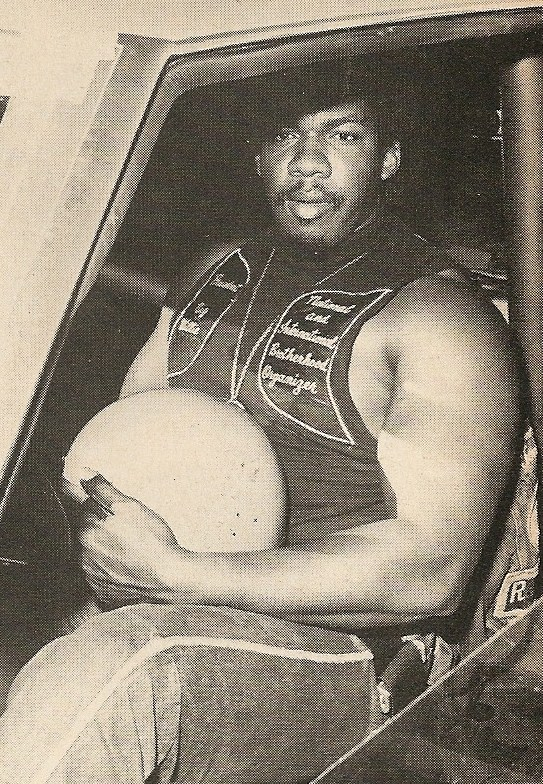
"بيغ ويلي" روبنسون عام 1970

كان «بيغ ويلي» روبنسون (1942-2012) متسابقاً أمريكيًا في الشوارع، ولاعب كمال أجسام، ورئيس جماعة الإخوان الدولية والوطنية لمتسابقي الشوارع. كان نشطًا في مجتمع سباقات الشوارع في لوس أنجلوس، خاصة في الستينيات والسبعينيات من القرن الماضي، حيث جذب إنتباه إدارة شرطة لوس أنجلوس ووسائل الإعلام المحلية والسياسيين. أدت أعمال شغب واتس إلى أن يستخدم روبنسون سباقات الدراج كوسيلة لمعالجة عنف الشوارع الذي تغذيه التوترات العرقية وعنف الشرطة. تزوج من زميلته في سباق الشوارع توميكو روبنسون في أواخر الستينيات، والذي أصبح جزءًا لا يتجزأ من مجتمع سباقات الشوارع حتى وفاتها في عام 2007. بدعم من عمدة لوس أنجلوس توم برادلي، روبنسون أسس حديقة مضمار براذرهود في 1974 حرص على وجودها في جزيرة المحطة حتى 1994. توفي روبينسون في 2012.

## التاريخ
وُلد روبنسون ونشأ في نيو أورلينز. قضى عامًا في جامعة ولاية لويزيانا في عام 1960. إستذكر روبنسون في عام 1994 كيف خرج من فصل التاريخ ليجد عام 1953 أولدزموبيل 98 هدية من والده، حيث تم تحطيم المصابيح الأمامية والنوافذ وتحطمت إطاراتها نتيجة هجوم بدوافع عنصرية من قبل مجموعة من البيض الذين كانوا غاضبين من التكامل بالجامعة. إنتقل إلى لوس أنجلوس في أوائل الستينيات، حيث درس في جامعة كاليفورنيا. بعد الصعوبات المالية التي أعقبت إنفصال والديه، ذهب إلى العمل في محل تجميل محلي قبل الإنضمام إلى ساحة سباق الشوارع.
تم تجنيده في الجيش خلال حرب فيتنام وتم تسريحه طبيًا في عام 1966. وعاد إلى لوس أنجلوس في عام 1966 وعاد إلى السباق. مع سباقات شوارع لوس أنجلوس في تلك الفترة.
بعد أعمال الشغب في واتس عام 1965، أسس روبنسون الجماعة الدولية والوطنية لمتسابقي الشوارع في عام 1968 بدعم من شرطة لوس أنجلوس، التي حضر ضباطها لأول مرة أحداث سباقات الدراج في كومبتون، إنغلوود، وواتس سريين. ذكر بول نوروود، نائب الرئيس التنفيذي للمنظمة أن "هناك الكثير من التوتر والشرطة فكرت في ذلك كانت طريقة جيدة للناس للتخلص من قلقهم وغضبهم من خلال السماح لهم بالقيام بذلك في عطلات نهاية الأسبوع. البلدان.
كان للدعم الذي قدمه العمدة توم برادلي دورًا أساسيًا في إفتتاح مسار المنظمة في عام 1974، المسمى حديقة مضمار براذرهود. " في عام 1977، علق برادلي قائلاً: "إنه لا يوفر فقط فرصة لـ يمنح هؤلاء الشباب متنفسًا، لكنه يساعد في بناء الأخوة. فهم مبنيون على الأخوة من خلال سباقات الشوارع". أقنعت لجنة ميناء لوس أنجلوس بالسماح بإعادة فتحها لمدة عامين. وتشير بعض التقارير الواردة من الضباط إلى أن الجريمة سقطت عندما كان المسار مفتوحًا. وذكر متقاعد، "إلى حد كبير، علم جميع رجال الشرطة ذلك عندما كان ويلي المسار مفتوح، إنه يحدث فرقًا بالتأكيد". توقفت جميع سباقات الشوارع تقريبًا لأنه أصبح لديهم الآن مكان يذهبون إليه.
في مقال نُشر عام 1994 لـ سبورتس إليسترايتد، علق روبنسون قائلاً: «أسود، أبيض، أصفر، بني، حليقي الرؤوس، أعضاء الحزب النازي، المسلمون، حصلنا عليهم جميعًا. إنهم جميعًا هنا على الحلبة، ويتواصلون. وبمجرد أن يبدأوا في التواصل، يبدأون في التشبيه ببعضهم البعض، وبمجرد أن يبدأوا في التشابه بين بعضهم البعض، فإنهم ينسون الكراهية». يقال إن شعار روبنسون كان«إذا كنت تتسابق، فأنت لا تقتل».
في عام 2012 نعي الذي نُشر في "لوس أنجلوس تايمز"، وُصف روبنسون بأنه "عملاق لطيف شجع سباقات السحب المنظمة كوسيلة لتوحيد الناس من جميع الأعراق والطبقات وتخفيف التوترات العرقية.